# Erhaltungszüchtung von Pflanzensorten
Als Erhaltungszüchtung von Pflanzensorten bezeichnet man die weitere züchterische Bearbeitung von durch Neuzüchtung gewonnenen Sorten, die von einer zuständigen Behörde für den Verkauf und die Nutzung im landwirtschaftlichen oder gärtnerischen Anbau zugelassen wurden. Die Erhaltungszüchtung ist eine wichtige Maßnahme innerhalb der langjährigen Vermehrungsfolge von Saat- und Pflanzgut nach deren Registrierung und Verkaufsfreigabe durch ein Sortenamt, z. B. das Bundessortenamt.
Vor dem Beginn einer Erhaltungszüchtung erfolgt die Zulassung einer neu gezüchteten Sorte auf der Grundlage der gesetzlichen Regelungen im Sortenschutzgesetz und Saatgutverkehrsgesetz. Die jährliche Kontrolle des aus der Erhaltungszucht stammenden Saatgutes erfolgt unter Aufsicht eines Sortenamtes, z. B. dem Gemeinschaftlichen Sortenamt der EU-Länder.
Ziel der Erhaltungszüchtung ist es, die mit der Zulassung als selbstständige Sorte definierten spezifischen Sortenmerkmale zu erhalten und über viele Generationen erblich zu festigen (manifestieren). Als spezifische Sortenmerkmale gelten dabei besonders deutlich unterscheidbare morphologische und physiologische Eigenschaften, wie z. B. Wuchsform, Blatt- und Blütenfarbe, Resistenz gegen bestimmte pilzliche, bakterielle oder Viruskrankheiten, Ertrags- und Qualitätsmerkmale. Alle spezifischen, genotypischen Merkmale einer Sorte sollen in möglichst hoher Uniformität ausgeprägt sein, zumal neue Sorten nur zugelassen werden, wenn sie sich von bisher registrierten Sorten eindeutig unterscheiden lassen.
Die Erhaltungszüchtung, einer zum Handel zugelassenen Sorte, erfolgt unter Verantwortung des Sortenschutzinhabers, meistens des Ursprungszüchters oder eines Auftragnehmers (z. B. eines Lizenznehmers). Der Erhaltungszüchter ist verpflichtet Aufzeichnungen über das verwendete Zuchtmaterial und die angewandten Zuchtmethoden anzufertigen und diese Dokumentationen, als Nachweis seiner Tätigkeit, mehrere Jahre aufzubewahren (Saatgutverkehrsgesetz).
Infolge einer mangelhaften Erhaltungszüchtung wird nicht nur die Qualität des Handelssaatgutes gefährdet, sondern es besteht auch die Gefahr, dass der gesetzliche Sortenschutz und das Vertriebsrecht für eine Pflanzensorte erlischt.

## Erhaltungszüchtung bei samenvermehrten Pflanzenarten
Meist sind die Pflanzen einer neuen Sorte aus der Kreuzung unterschiedlicher Elternpflanzen hervorgegangen und können bei ihrer Vermehrung in den folgenden Generationen noch mehr oder weniger genetisch aufspalten. D.h. es können in jeder Generation wieder einzelne Pflanzen mit abweichenden, evtl. den Ursprungseltern ähnlichen, Merkmalen auftreten. Auch ist es möglich, dass natürliche Mutationen im Bestand entstehen, bei deren nicht verhinderter Einkreuzung die Sortenmerkmale negativ beeinflusst werden.
Um eine Sorte auf Dauer genetisch einheitlich zu erhalten, wendet man als erfolgreichste Zuchtmethode die sogenannte Einzelpflanzenauslese mit Prüfung der Nachkommenschaft an. Hierzu werden Einzelpflanzen, bei denen die genotypischen Sortenmerkmale deutlich ausgeprägt sind ausgelesen. Im Folgejahr (in der Folgegeneration) erkennt man dann anhand der Ausgeglichenheit der Nachkommen, ob die Auslese erfolgreich war, bzw. der Erhaltungszüchter kann abweichende, unausgeglichene, Nachkommenschaften von der weiteren Vermehrung ausschließen.
Bei Sorten, die durch eine langjährige Züchtungsarbeit bereits genetisch intensiver gefestigt sind, genügt als Zuchtmethode für die Erhaltungszüchtung meist die weniger aufwendige Massenauslese. Dazu werden dem Sortentyp entsprechende Pflanzen nach dem Abblühen einzeln geerntet und danach gemeinsam weitervermehrt (positive Massenauslese) oder nur die abweichenden Pflanzen vor der Blüte entfernt (negative Massenauslese) und der Gesamtbestand dann als Basissaatgut zur weiteren Vermehrung verwendet. Diese vereinfachten Methoden sind besonders auch bei Pflanzenarten mit einem hohen Vermehrungsfaktor (z. B. bei vielen Feinsämereien) oder bei Arten mit einem geringen Saatgutbedarf für den Verkauf üblich.
Einen besonders negativen Einfluss auf die Saatgutqualität einer Sorte kann die Fremdbestäubung mit Pflanzen einer anderen Sorte der gleichen Art haben. Hiervor schützt sich der Erhaltungszüchter durch ausreichende Abstände zu anderen gleichartigen Vermehrungskulturen, oder durch Isolierung der Zuchtpflanzen, z. B. mit Gaze, Folien oder gar durch den Vermehrungsanbau in Gewächshäusern, die insektensicher und vor Pollenflug geschützt sind.
Auch Einkreuzungen mit Wildpflanzen der gleichen Art in Kultursorten müssen verhindert werden, oder falls sie aufgetreten sind, durch den Erhaltungszüchter kontrolliert und eliminiert werden. So sind Möhrenvermehrungen in Deutschland und auch in südlichen Vermehrungsländern stark durch die Einkreuzung von fast überall vorkommenden Wildmöhren gefährdet. Im Ergebnis der Einkreuzung, entstehen Pflanzen, die eine weiße, nur mangelhaft ausgeprägte Möhrenwurzel aufweisen.
Auch die Vermischung mit Saatgut anderer Sorten oder Zuchtstämmen ist in der Erhaltungszüchtung unbedingt zu vermeiden und zu kontrollieren, bevor es zu ungewollten Einkreuzungen kommen kann.
Falls eine Sorte mit Hilfe der Polyploidie (Vervielfachung des Chromosomensatzes) gezüchtet wurde, ist in der Erhaltungszüchtung regelmäßig oder wenigstens stichprobenhaft die Chromosomenzahl der Ausgangs-Zuchtpflanzen im Labor zu überprüfen. Abweichende, evtl. aneuploide Einzelpflanzen sind rechtzeitig vor der weiteren Vermehrung zu entfernen, bevor sie im Feldbestand nicht mehr eliminiert werden können. Dieses Problem ist z. B. aus der Züchtung von polyploiden Sorten bei Radies und Spargel bekannt.
Sorten mit speziellen Krankheitsresistenzen unterliegen, vor oder auch nach der Auslese der Einzelpflanzen, meist noch einer Resistenzprüfung durch künstliche Infektion im Labor oder Gewächshaus. Dadurch wird gesichert, dass genetisch bedingte Resistenzmerkmale nicht verloren gehen können, sondern vielleicht sogar noch besser ausgeprägt werden.

### Erhaltungszüchtung bei samenvermehrten  F1 Hybridsorten
F1 Hybridsorten bestehen meist aus zwei, aber auch aus drei oder vier verschiedenen Elternlinien (Vater- und Mutterlinien), die aber erst im letzten Schritt zur Erzeugung von F1 Handelssaatgut miteinander gekreuzt werden, wie z. B. die Sorte Blizzard-Mais.
In der Erhaltungszüchtung einer F1 Hybridsorten ist jede einzelne Linie separat durch Auslese von Einzelpflanzen zu erhalten und zu vermehren. Mit der Testkreuzung dieser separat gezüchteten einzelnen Linien kann der Erhaltungszüchter überprüfen, wie der gewünschte Hybrideffekt im späteren Vermehrungssaatgut ausgeprägt sein wird.
Elternlinien von F1 Hybridsorten können sowohl über Samen, als auch vegetativ, z. B. durch In-Vitro-Kultur erhalten und vermehrt werden.
Bei Hybridsorten von Gurken müssen die genetisch reinweiblich blühenden Mutter-Linien mit Hilfe von Wachstumsregulatoren (z. B. Gibberelin) dazu gebracht werden, auch männliche Blüten für die Samenproduktion innerhalb der weiblichen Linie auszubilden.

## Erhaltungszüchtung bei vegetativ vermehrten Pflanzensorten
Schwerpunkt der erhaltungszüchterischen Arbeit bei vegetativ vermehrten Pflanzenarten (Klone), wie Kartoffeln, den meisten Obstarten und vielen verschiedenen Zierpflanzenarten, ist die Erhaltung eines hohen Gesundheitsstatus bei den Ausgangspflanzen. Insbesondere Viruskrankheiten, aber auch bakterielle und pilzliche Krankheiten werden durch die vegetative Vermehrung (Verklonung) leicht in die folgenden Vermehrungsbestände getragen. Vorbeugend werden dazu kontrollierte Mutterpflanzenbestände aufgebaut, häufig unter Einbeziehung von In-Vitro-Kulturen und Labortests. Die Meristemkultur hat dabei, als eine spezielle Form der In-Vitro-Kultur, eine besondere Bedeutung zur Freimachung des Zuchtmaterials von schädigenden Virosen.

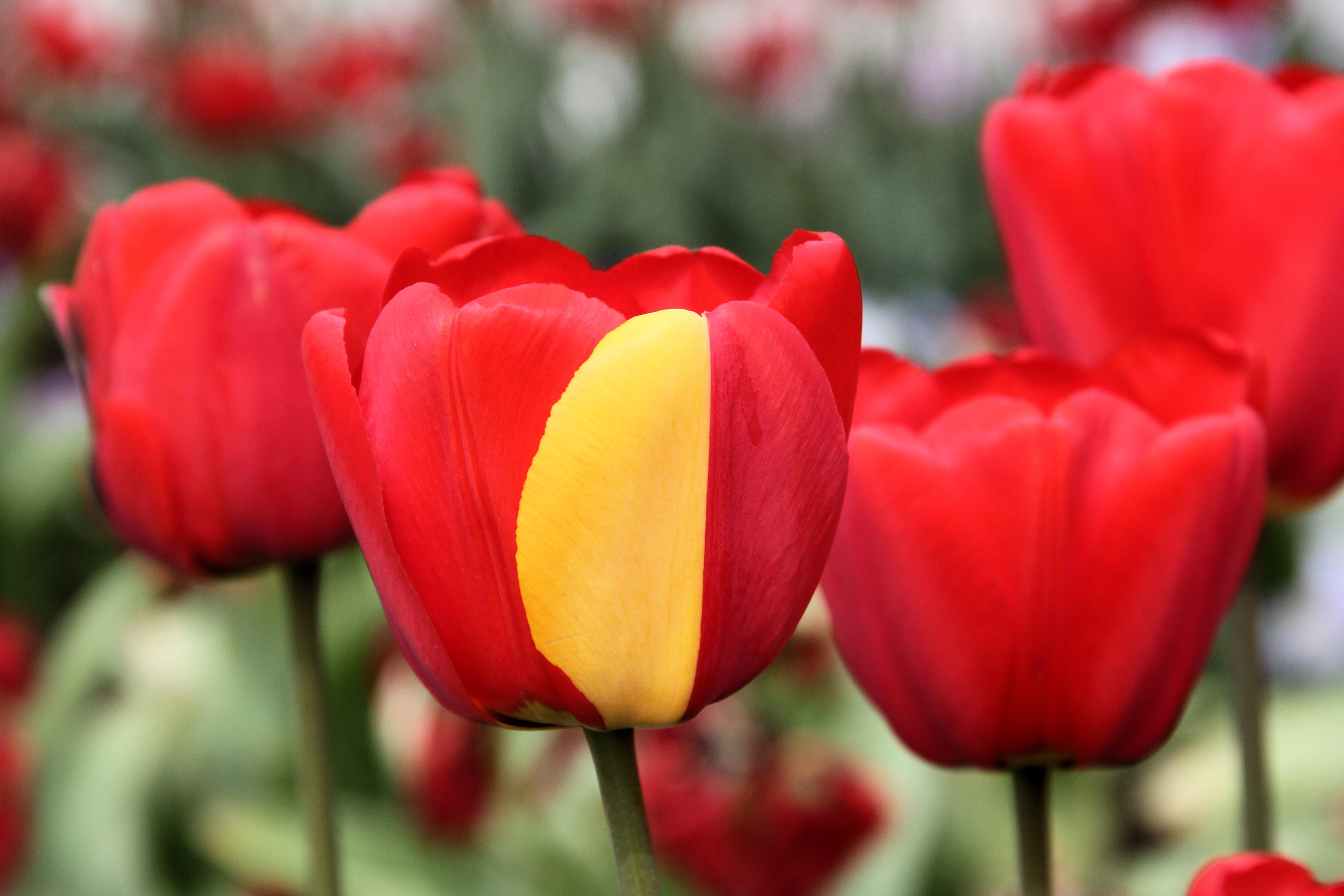
Spontan entstandene somatische Mutation bei der Erhaltungszüchtung einer Tulpensorte.

Auch spontan auftretende somatische Mutationen, die bei der vegetativen Vermehrung entstehen können, sind rechtzeitig durch den Erhaltungszüchter zu entfernen, bevor sie sich bei der weiteren Vermehrung vervielfachen. Solche spontanen Mutationen, auch als Sports bezeichnet, sind mitunter sogar der Ausgangspunkt für eine neue Sorte.

## Selektion in Vermehrungsbeständen
Nach erfolgreicher züchterischer Bearbeitung übergibt der Erhaltungszüchter das als Basissaatgut bezeichnete Saatgut zur weiteren Vermehrung auf vertraglicher Basis in einen Saatgutvermehrungsbetrieb im In- oder häufig auch weltweiten Ausland.
Auch diese Vermehrungsbestände unterliegen, neben der abschließenden Kontrolle durch den Erhaltungszüchter, auch noch einer strengen behördlichen Kontrolle auf Fremdpflanzen und vom Sortentyp abweichende Pflanzen, auf virusbefallene Pflanzen (z. B. bei Kartoffeln oder Tulpen) oder auch sichtbare Sortenvermischungen (z. B. bei Tulpen während der Blüte). Bei Hybriden ist die vollständige Abwesenheit bzw. Entfernung von männlichen Blüten in den weiblichen Pflanzenreihen ein Zulassungskriterium. Abweichende Pflanzen sind vor der Blüte zu entfernen und zu vernichten. Ein bei der Anerkennungsprüfung aberkannter Bestand ist nicht marktfähig.